# Budziska (Banie Mazurskie)
Budziska (deutsch Budzisken, 1938–1945 Herbsthausen C) ist ein Dorf in der polnischen Woiwodschaft Ermland-Masuren, das zur Landgemeinde Banie Mazurskie (Benkheim) im Powiat Gołdapski (Kreis Goldap) gehört.

## Geographische Lage
Budziska liegt am Nordrand des Borkener Forsts (auch: Borker Heide, polnisch Puszcza Borecka) im Nordosten der Woiwodschaft Ermland-Masuren. Bis zur Kreishauptstadt Gołdap (Goldap) sind es 19, bis zur früheren Kreisstadt Angerburg (polnisch Węgorzewo) 24 Kilometer.

## Geschichte
Der seinerzeit Budzisken genannte Ort wurde im Jahr 1713 gegründet und 1874 in den neu errichteten Amtsbezirk Lissen (polnisch Lisy) eingegliedert. Dieser gehörte bis 1945 zum Kreis Angerburg im Regierungsbezirk Gumbinnen der preußischen Provinz Ostpreußen.
Die Einwohnerzahl Budziskens belief sich im Jahre 1867 auf 113 und veränderte sich bis 1885 auf 114, bis 1905 auf 107 und verzeichnete 1910 schließlich 113.
Am 1. April des Jahres 1938 kam es zum Zusammenschluss der drei Nachbardörfer Mitschkowken (polnisch Mieczkówka), Sawadden (Zawady) und Budzisken zu einer neuen Landgemeinde mit dem Namen „Herbsthausen“. Zur besseren Unterscheidung benutzten die drei Dörfer gerne einen Kennbuchstaben: Zawady = Herbsthausen A, Mitschkowken = Herbsthausen B und Budzisken = Herbsthausen C.
Die Bildung dieser Gemeinde war nicht von langer Dauer. 1945 kam die Gemeinde Herbsthausen in Kriegsfolge mit dem südlichen Ostpreußen zu Polen, und die drei einstigen Gemeinden wurden nun wieder verselbständigt, wobei Budzisken die polnische Namensform Budziska erhielt. Allerdings sind alle drei Orte wieder zusammen, und zwar im Schulzenamt (polnisch Sołectwo) Zawady. Sie gehören jetzt zum Verbund der Landgemeinde Banie Mazurskie im Powiat Gołdapski, vor 1998 zur Woiwodschaft Suwałki, seitdem zur Woiwodschaft Ermland-Masuren zugehörig.

## Religionen
Vor 1945 war Budzisken in das Kirchspiel der evangelischen Kirche in Benkheim im Kirchenkreis Angerburg in der Kirchenprovinz Ostpreußen der Evangelischen Kirche der Altpreußischen Union bzw. in die katholische Pfarrgemeinde in Angerburg im Bistum Ermland eingepfarrt. 
Heute besteht in Budziska eine eigene katholische Kapellengemeinde, die zur Pfarrei in Banie Mazurskie im Dekanat Gołdap im Bistum Ełk (Lyck) der Römisch-katholischen Kirche in Polen gehört. Die evangelischen Kirchenglieder sind der Kirche in Gołdap zugeordnet, einer Filialkirche von Suwałki in der Diözese Masuren der Evangelisch-Augsburgischen Kirche in Polen.

## Verkehr
Über eine Anbindung an das Schienennetz verfügt Budzisken nicht. Das Dorf ist jedoch auf einer Nebenstraße erreichbar, die bei Banie Mazurskie (Benkheim) von der polnischen Woiwodschaftsstraße 650 (ehemalige deutsche Reichsstraße 136) abzweigt und über Lisy (Lissen) und Mieczkówka (Mitschkowken) bis in den Borkener Forst (auch: Borker Heide, polnisch Puszcza Borecka) verläuft.